# La gitanilla (película)
La gitanilla es una película española de drama estrenada en 1940, dirigida por Fernando Delgado de Lara y protagonizada en los papeles principales por Estrellita Castro, Juan de Orduña y Antonio Vico. Está basada en la novela homónima contenida en las Novelas ejemplares de Miguel de Cervantes. Fue la tercera adaptación cinematográfica de la novela y la primera sonora, tras las de 1914 y 1924.
La película, que hoy en día se considera perdida, recibió reseñas negativas por parte de la crítica, que destacaba los errores a nivel técnico. Pese a ello, recibió el premio al mejor guion, otorgado por el Sindicato Nacional del Espectáculo.

## Sinopsis
Preciosa, una joven gitana de gran belleza, talento y virtud, vive en Madrid junto a su abuela y una comunidad gitana. Aunque ha sido criada entre gitanos, se destaca por su honradez, inteligencia y nobleza de espíritu, lo que la diferencia del estereotipo popular de los gitanos como ladrones o embusteros.
Un joven noble, don Juan de Cárcamo, se enamora de ella profundamente. Para ganarse su amor, decide abandonar su vida acomodada y se disfraza de gitano bajo el nombre de Andrés Caballero (Andresillo), integrándose en la comunidad de Preciosa. Así, pretende demostrarle su amor sincero y su disposición a compartir su modo de vida.
Durante la convivencia, Andrés sufre las dificultades del estilo de vida gitano, pero también descubre la nobleza y el sentido de justicia que rige entre ellos. Sin embargo, un conflicto con la justicia lo pone en peligro, y su verdadera identidad está en riesgo de ser revelada.
El clímax de la historia se da cuando se descubre que Preciosa no es realmente gitana, sino una joven noble que fue robada siendo niña. Esto abre la posibilidad de un final feliz: la unión entre Preciosa y don Juan, ya que ambos pertenecen en realidad al mismo estrato social.

## Reparto
- Estrellita Castro ... Preciosa
- Juan de Orduña ... Andresillo/Don Juan de Cárcamo
- Antonio Vico ... Clemente
- Rafaela Satorrés ... Abuela gitana
- Manuel González ... Don Fernando de Acevedo
- Concha Catalá ... Doña Guiomar de Meneses
- Manuel Arbó ... Don Francisco de Cárcamo
- Pablo Hidalgo ... Jefe de los gitanos
- Pilar Soler ... Juana Carducha
- Arturo Marín
- Fernando Rey ... Extra